# Seweryn Mściwujewski
Seweryn Mściwujewski herbu Pniejnia (ur. 8 stycznia 1880 w Huczce, zm. 20 listopada 1944 w Muszynie) – polski lekarz, major lekarz Wojska Polskiego.

## Życiorys
Wywodzł się ze staropolskiego rodu szlacheckiego. Urodził się 8 stycznia 1880 w miejscowości Huczko koło Dobromila jako wnuk Bonifacego oraz syn Stanisława i Ludwiny. Jego rodzeństwem był Mścisław i Ludwina. Legitymował się herbem szlacheckim Pniejnia.
W 1903 ukończył C. K. Gimnazjum w Jaśle. Został absolwentem Gimnazjum Ojców Jezuitów w Chyrowie w trybie eksternistycznym. Ukończył studia medyczne na Wydziale Medycznym Uniwersytetu Jagiellońskiego uzyskując dyplom lekarski. Pracę doktorską obronił 14 stycznia 1910 (promotorem był Władysław Reiss). Początkowo pracował w Dąbrowie Tarnowskiej. W 1912 został lekarzem kolejowym w Muszynie. W zakupionym domu urządził pensjonat, nazwany od imienia żony „Wanda”, w którym prowadził także prywatny gabinet lekarski.
Został oficerem cesarsko-królewskiej Obronie Krajowej został mianowany na stopień zastępcy lekarza asystenta w grupie nieaktywnych z dniem 1 grudnia 1910 i był przydzielony do 16 Pułku Piechoty Obrony Krajowej w Krakowie. Następnie został mianowany na stopień nadlekarza w rezerwie (Oberarzt in der Reserve) z dniem 1 listopada 1912, po czym w styczniu 1912 został przeniesiony do 32 Pułku Piechoty Obrony Krajowej w Nowym Sączu i w tej jednostce w grudniu 1914 został mianowany lekarzem pułkowym. Podczas I wojny światowej został zmobilizowany jako oficer lekarz i pracował w szpitalu polowym na obszarze czeskim, potem w miejscowości Rogatica, służąc w randze lekarza pułkowego (K.K. Regimentsarzt a. W.).
Po odzyskaniu przez Polskę niepodległości został przyjęty do Wojska Polskiego. Został awansowany na stopień majora lekarza ze starszeństwem z dniem 1 czerwca 1919. Na przełomie 1920/1921 był lekarzem epidemicznym Naczelnego Nadzwyczajnego Komisariatu oraz kierownikiem Państwowego Szpitalem Epidemicznym (najpierw działający w Krynicy, następnie w Powroźniku). W 1923, 1924 był oficerem rezerwowym 10 Batalion Sanitarnego w garnizonie Przemyśl. W 1934 jako major rezerwy był w Kadrze zapasowej Szpitala Okręgowego nr 10 i pozostawał wówczas w ewidencji Powiatowej Komendy Uzupełnień Nowy Sącz. Mieszkał w Muszynie przy ulicy Piłsudskiego 416. Tam zmarł 20 listopada 1944 roku. Pełnił stanowiska lekarza miejskiego, lekarza naczelnego uzdrowiska. W latach 20. XX w. staraniem dr. Mścwiujewskiego i burmistrza Muszyny Antoniego Jurczaka miasto uzyskało status uzdrowiska. Drugi odwiert wód mineralnych (otwarty w 1932) został nazwany „Wanda”, imieniem żony doktora. Doktor Mściwujewski działał w ramach Polskiego Czerwonego Krzyża.
Jego żoną była od 1908 Wanda z domu Chrapczyńska (1875–1967). Ich synami byli Czesław (ur., zm. 1909), Stefan (1910–1961), Kazimierz (1911–1968).
Nazwiskiem Seweryna Mściwujewskiego została nazwana ulica w Muszynie.

## Odznaczenie
- Kawaler Orderu Franciszka Józefa – Austro-Węgry (1917)[26].

## Galeria

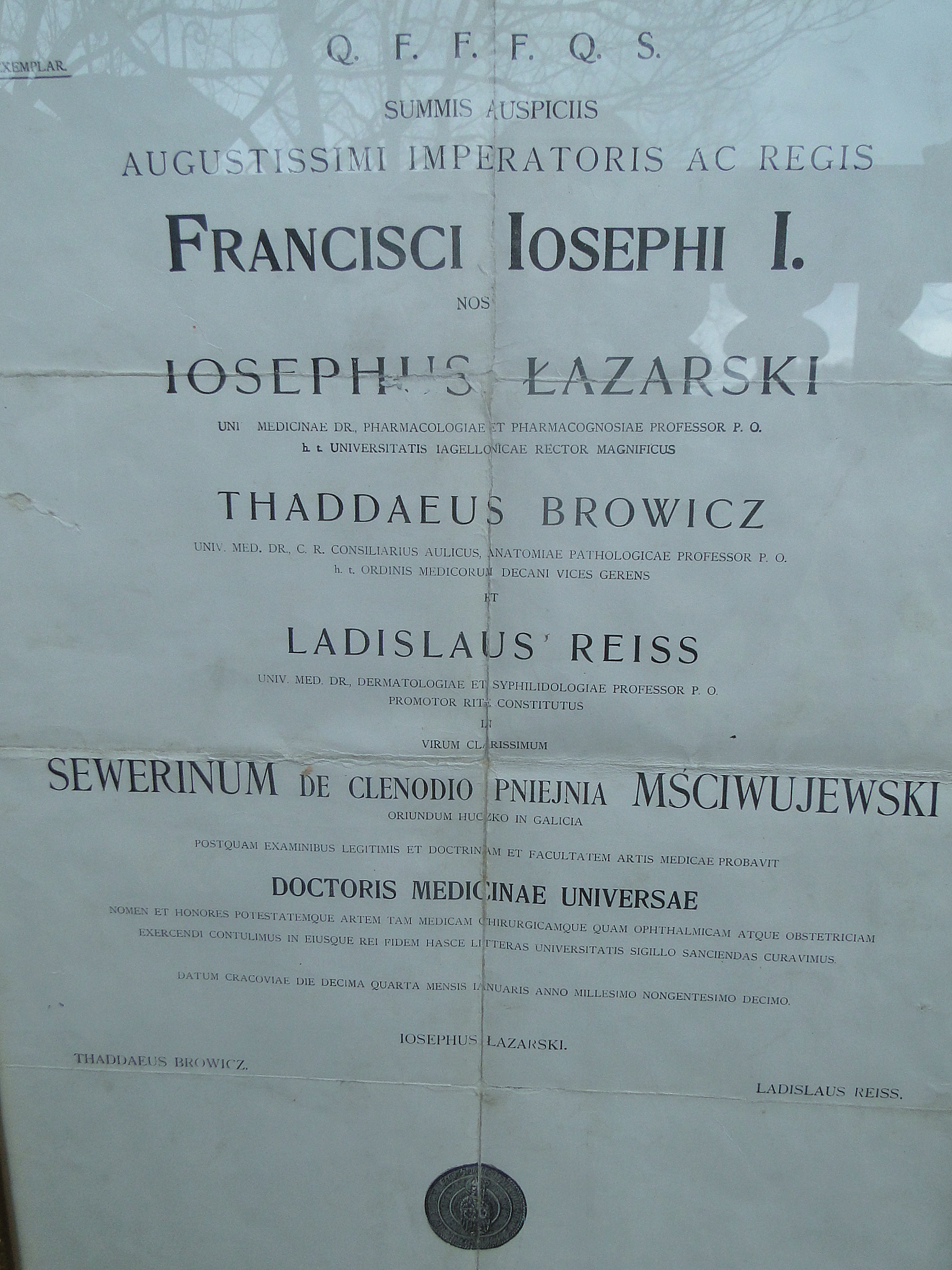
Dyplom doktorski z 1910
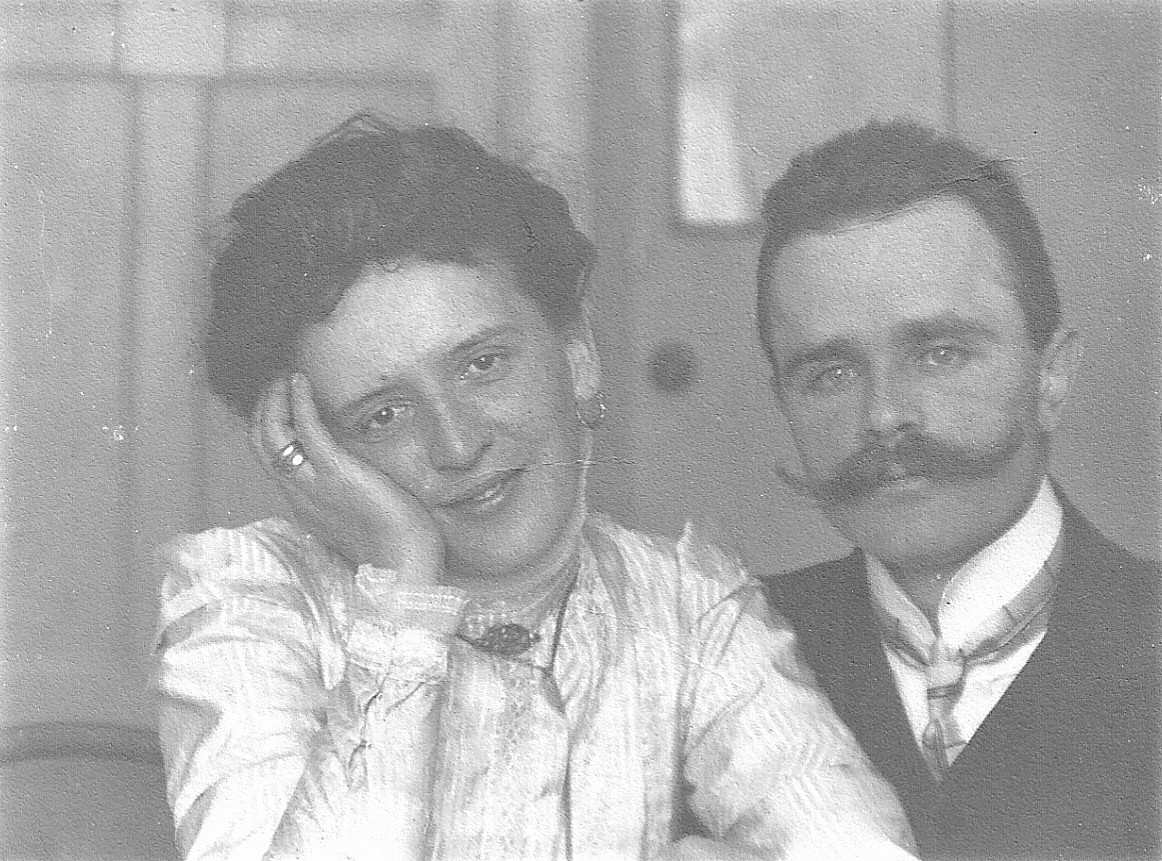
Seweryn i Wanda Mściwujewscy
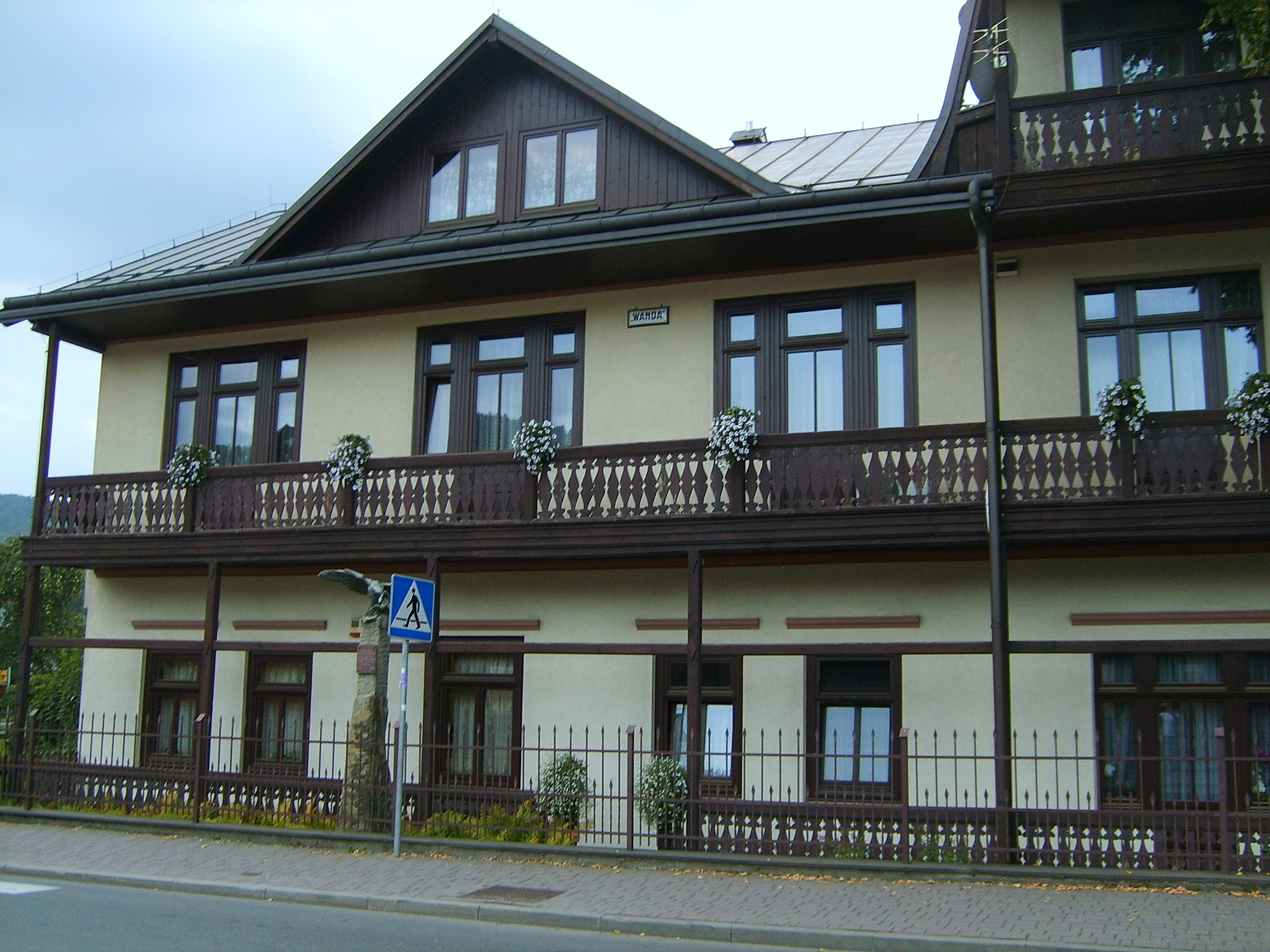
Pensjonat „Wanda”
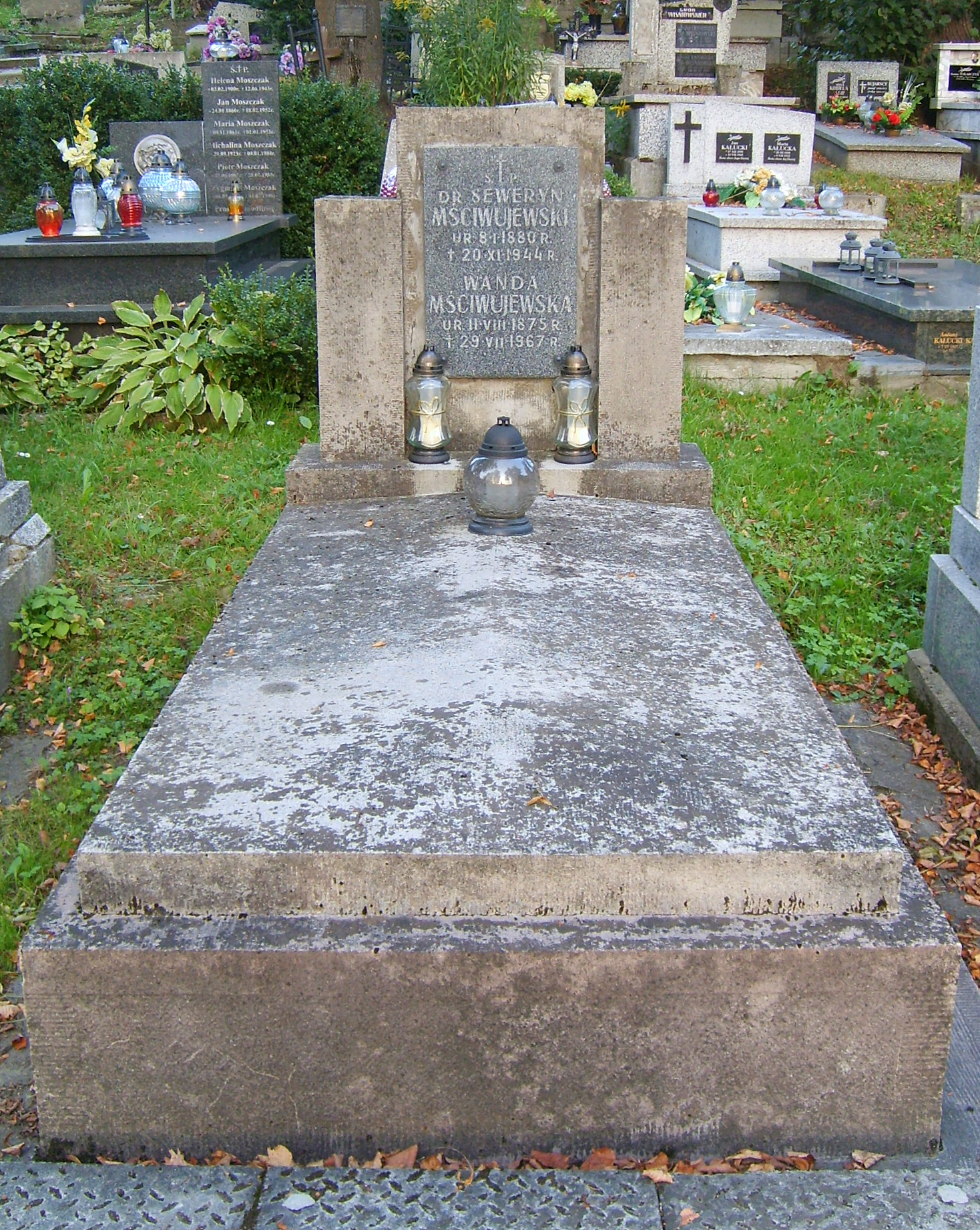
Nagrobek Seweryna i Wandy Mściwujewskich
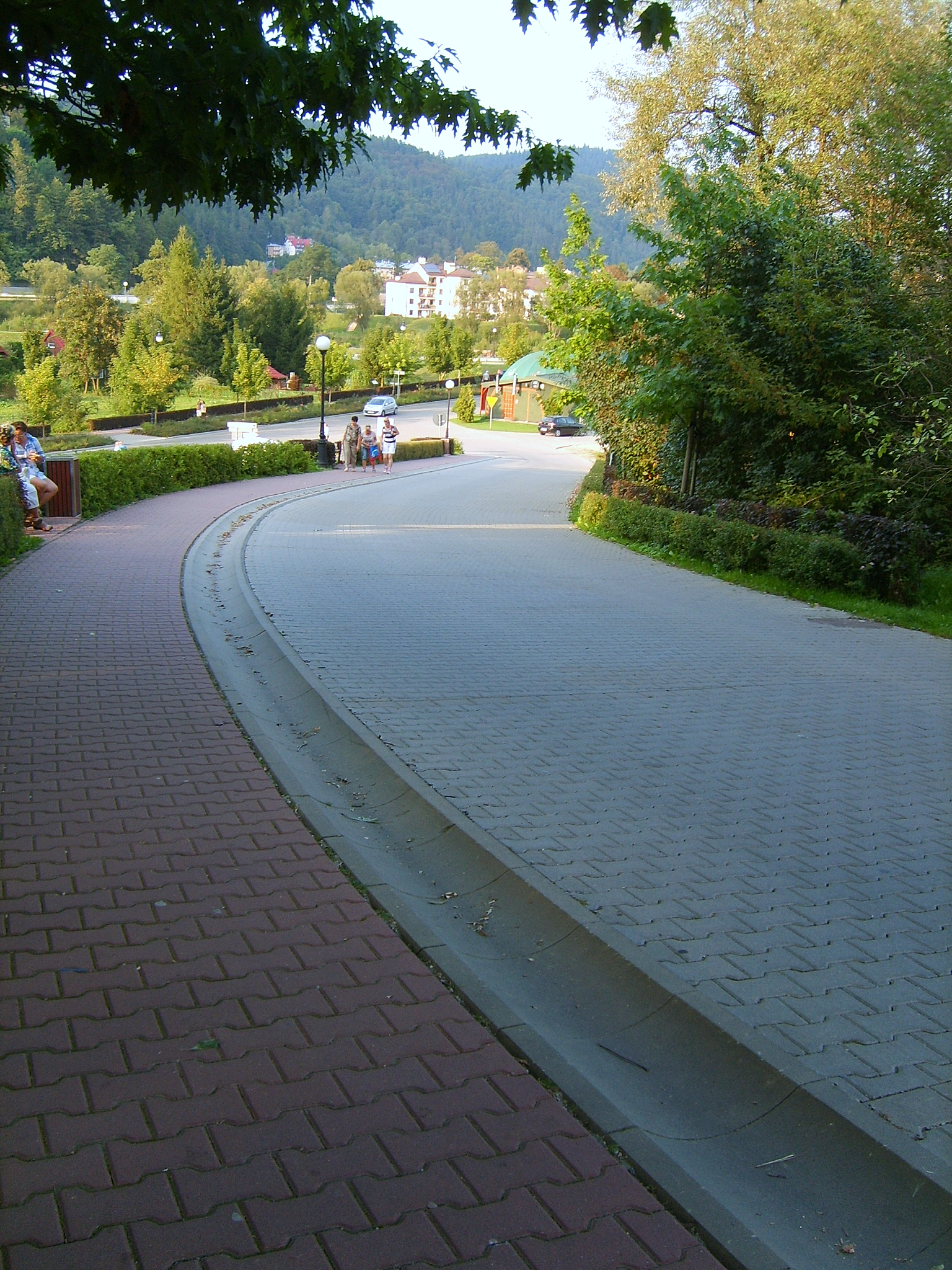
Ulica Seweryna Mściwujewskiego w Muszynie